# Балабанян, Араси
Араси Балабанян (порт. Aracy Balabanian; 22 февраля 1940, Кампу-Гранди — 7 августа 2023, Рио-де-Жанейро) — бразильская актриса.

## Биография
Араси Балабанян родилась в 1940 году в городе Кампу-Гранди, штат Мату-Гросу-ду-Сул, в армянской семье. Родители, Рафаэль и Эстер Балабанян, покидая Западную Армению, достигли города Хатчн, тем самым избежали геноцида 1915 года. Её родители хотели, чтобы девочка носила имя в честь реки Аракс, но также, чтобы воздать должное своей новой родине, они исключили из имени одну букву. На языке южноамериканских индейцев «Арас» означает «Мать света».
Семья переехала в Сан-Паулу, где актриса Мария делла Коста помогла Араси стать частью театрализованного сообщества. Араси поступила на факультет социальных наук, кафедры философии, параллельно она обучается в Школе драматического искусства, которую успешно завершает в возрасте 22 лет, не взирая на просьбы отца, оставить театральное на третьем курсе университета.
«Макбет» был дипломным спектаклем, и после него, Жоржи Амаду из Бразильского театра комедии, поставил спектакль «Скелет барона», после которого Араси Балабанян считалась одной из самых перспективных актрис. В 1964 году она впервые оказалась на телевидение. Отец актрисы, Рафаэль Балабанян, который отказывался прощать дочери страсть к театру и долгое время хранил молчание, помирился с Араси в 1968 году, благодаря телевизионной роли в телесериале «Антонио Мария», где Араси сыграла в паре с актёром Сержио Кардозу.
Араси Балабанян сыграла самую видную свою роль в театре, в постановке знаменитого американского музыкального спектакля «Hair» бразильской версии. После постановки Араси пригласили участвовать на первом детском бразильском телевидении в программе «Улица Сезам». После переезда в Рио-де-Жанейро в 1974 году, Араси начала сотрудничать с телекомпанией «Globo».
В 1996 году Араси Балабанян получила награду за лучшую женскую роль в телесериале «Новая жертва», создав образ Филомены Феррето.
Араси Балабанян никогда не была замужем, детей не имела. Умерла 7 августа 2023 года в Рио-де-Жанейро.

## Телесериалы
- 1966 — У любви женское лицо / O Amor Tem Cara de Mulher — Матилде
- 1967 — Тоска о любви / Angústia de Amar — Джейн
- 1968 — Антонио Мария / Antônio Maria — Элоиза
- 1969 — Нино, итальяшка / Nino, o Italianinho — Бранка
- 1971 — Фабрика / A Fábrica — Изабел
- 1972 — Первая любовь / O Primeiro Amor — Джована
- 1974 — Гонка за золотом / Corrida do Ouro — Тереза
- 1975 — Браво! / Bravo! — Кристина Лемос
- 1976 — Особняк / O Casarão — Виолета Соуза
- 1977 — Локомотивы / Locomotivas — Милена
- 1978 — Большой грех / Pecado Rasgado — Тека
- 1980 — Крылатое сердце / Coração Alado — Мария Фаз-Фавор
- 1981 — Бриллиант / Brilhante — Вера
- 1982 — Они их / Elas por Elas — Элена
- 1983 — Война полов / Guerra dos Sexos — Грета
- 1985 — Сплетни-слухи / Tititi — Марта
- 1986 — Мания желания / Mania de Querer — Лусия
- 1987 — Хелена / Helena — Урсула
- 1989 — Что я за король? / Que Rei Sou Eu? — Линор Гайлард
- 1990 — Королева металлолома / Rainha da Sucata — Дона Армения
- 1991 — Счастье / Felicidade — Пакита
- 1992 — Решать вам / Você Decide
- 1992 — Да поможет нам Бог / Deus Nos Acuda — Дона Армения
- 1994 — Моя родина / Pátria Minha — Розарио
- 1995 — Новая жертва / A Próxima Vítima — Филомена Феррето
- 1995 — Его любовь и его грехи / Engraçadinha… Seus Amores e Seus Pecados — Дона Женинья
- 1996 — Прочь с дороги! / Sai de Baixo — Касандра Матиас Салан
- 1999 — Прямая линия / Linha Direta — Ана Роза Навес
- 2000 — Храбрый / Brava Gente — Кустодия
- 2002 — Вкус страсти / Sabor da Paixão — Эрминия Лемос
- 2004 — Цвет греха / Da Cor do Pecado — Жермана
- 2005 — Луна мне сказала / A Lua Me Disse — Леонтина
- 2005 — Брать и отдавать / Toma Lá, Dá Cá — Шафика Саракутян
- 2007 — Случаи и случайности / Casos e Acasos — Амелия
- 2007 — Вечная магия / Eterna Magia — Инасия Финнеган
- 2008 — Дорогие друзья / Queridos Amigos — Тереза
- 2010 — Страсть / Passione — Жема Маттоли
- 2012 — Полное очарование / Cheias de Charme — Маслова Тильман
- 2013 — Сарамандайя / Saramandaia — дона Эпонина (Пупу) Камаргу
- 2016 — Восходящее солнце / Sol nascente — Джаппина

## Художественные фильмы
- 1972 — Первая поездка / A Primeira Viagem — Ирене
- 1988 — Цветок водной улитки / Caramujo-flor — Женщина в чёрном платье
- 1998 — Поликарпо Куарежма, герой Бразилии / Policarpo Quaresma, Herói do Brasil — Марикота

## Игра в театре
- 2006 — Comendo entre as refeições
- 1998 — Clarice Coração Selvagem
- 1995 — Dias Felizes
- 1991 — Fulaninha e Dona Coisa
- 1988 — Folias no Box
- 1985 — O Tempo e os Conways
- 1984 — Boa noite Mãe
- 1980 — A Direita do Presidente
- 1977 — Brechet, segundo Brechet
- 1968 — Hair
- 1963 — Os Ossos do Barão

## Премии
- 1996 — APCA trophy — Лучшая телеактриса (сериал «Новая жертва»)